# عبد الحميد الحماقي
عبد الحميد الحماقي (مواليد 27 يناير 1927) هو ملاكم مصري، مثّل بلاده في الألعاب الأولمبية الصيفية 1952.

## روابط خارجية
عبد الحميد الحماقي على موقع أوليمبيديا (الإنجليزية)